# 이치조다니역
이치조다니역(일본어: 一乗谷駅)은 일본 후쿠이현 후쿠이시에 위치한 서일본 여객철도 에쓰미호쿠 선의 철도역이다. 단선 승강장 1면 1선의 구조를 갖춘 지상역이다.

## 역 주변
- 아스와 강

## 역사
- 1960년 12월 15일 : 에쓰미호쿠 선이 가도하라역까지 개업했던 때에 설치.
- 1987년 4월 1일 : 일본국유철도 분할 민영화에 의해, 서일본 여객철도가 승계.
- 2004년
  - 7월 18일 : 폭우에 의해 에쓰미호쿠 선 전 노선 운행 중지.
  - 9월 11일 : 이 역을 포함한 에치젠하난도역 - 이치조다니 역 간의 운행이 재개되었다.
    - 이 역 부근의 대행 버스가 연장되지 않기 때문에, 열차로부터 대행 버스로의 환승은 에치젠토고역까지 운행됨. 다만, 이치조다니 역에 상당한 대행 버스 승강장은 약 1km 북서쪽의 덴진바시 남쪽에 별도로 있어, 이 역과 미야마 · 에치젠오노 · 구즈류코 방면과의 탑승은 여기서까지.
- 2007년 6월 30일 : 마지막까지 운행이 개통되지 않았던 이치조다니 역 - 미야마역 간이 영업 재개되어, 약 3년간 구즈류코 방면의 열차 운행이 재개됨.

## 인접 역
| 서일본 여객철도 에쓰미호쿠 선         | 서일본 여객철도 에쓰미호쿠 선 | 서일본 여객철도 에쓰미호쿠 선 |
| ------------------------------------- | ----------------------------- | ----------------------------- |
| 에치젠토고 후쿠이 · 에치젠하난도 방면 | ■ 구즈류코 선                 | 에치젠타카다 구즈류코 방면    |